# ONVIF
ONVIF(Open Network Video Interface Forum 오픈 네트워크 비디오 인터페이스 포럼[*], 온비프)는 세계 개방형 산업 포럼의 하나로서, 보안 목적의 물리적인 IP 기반 제품들의 인터페이스를 위한 세계 개방형 표준의 개발 및 이용을 용이하게 하는 것을 목적으로 한다. ONVIF는 동영상 감시 및 기타 물리적인 방범 지역 내의 IP 제품들이 어떻게 서로 통신할 수 있는지에 대한 표준을 만든다. ONVIF는 2008년 액시스 커뮤니케이션스, 보쉬 시큐리티 시스템스, 소니가 시작한 단체이다.
2008년 11월 25일 비영리 501(c)6 델라웨어 코퍼레이션으로 공식 설립되었다. ONVIF에 가입할 수 있는 대상은 제조업체, 소프트웨어 개발자, 컨설턴트, 시스템 통합자(S/I), 최종 사용자, 그 밖에 ONVIF의 활동에 참여하려는 관심 그룹들이다. ONVIF 사양은 제조업체와 무관한 네트워크 비디오 제품들 간 상호 운용성을 목표로 한다.
ONVIF의 초석은 다음과 같다:
- 네트워크 비디오 장치 간 통신의 표준화
- 제조업체와 무관한 네트워크 비디오 제품 간 상호 운용성
- 모든 기업과 단체에 대한 개방

## 명칭
ONVIF는 원래 오픈 네트워크 비디오 인터페이스 포럼(Open Network Video Interface Forum)의 준말이었다. 표준의 범위가 동영상 응용 범위를 넘어섰기 때문에 길이가 긴 이름은 사용되지 않게 되었다.

## 프로파일
ONVIF 사양에서 ONVIF 프로파일은 장치들 간의 특정 기능의 상호 운용을 보장하는 기술적인 사양이다.
프로파일 S비디오 및 오디오 스트리밍, PTZ 옵션, 릴레이 액티베이션 등의 IP 비디오 시스템의 공통 기능을 언급한다.
프로파일 C도어 상태 및 제어, 자격 관리, 이벤트 관리 등의 IP 접근 통제 시스템의 공통 기능을 설명한다.
프로파일 G비디오 스토리지, 녹화, 검색을 설명한다.
프로파일 Q장치 발견, 구성, TLS 인증의 관리에 대해 설명한다.
프로파일 A정보, 상태, 이벤트의 검색을 수행하고, 접근 규칙, 자격 정보, 스케줄 등의 PACS(물리 접근 제어 시스템) 관련 항목들을 구성하는 기능이다.
프로파일 T(출시 후보/RC) H.264, H.265 인코딩 포맷, 이미징 설정, 알람 이벤트(모션, 부당 변경 감지 등) 등의 비디오 스트리밍 기능을 지원한다.
프로파일 M
분석 애플리케이션을 위한 메타데이터 및 이벤트

## 같이 보기
- 대시캠